# POP UP JAPAN
POP UP JAPAN（ポップ・アップ・ジャパン）は、NHKワールド・ラジオ日本およびNHK-FM放送で放送されていたラジオ番組である。

## 概要
この番組は2006年 - 2007年の年末年始にNHKワールド・ラジオ日本、NHKワールドTV、NHK-FMにてセントレアからの公開放送で放送された特集番組「Pop Join the World」を定時放送化したもので、2007年4月から2010年3月まで海外向けにNHKワールド・ラジオ日本、国内向けにNHK-FMで放送。テーマ曲は「Pop Join the World」のものをそのまま使用した。パーソナリティはパックンマックン。
放送はごく一部で日本語が流れるが大半は英語でのトークであり、NHKワールド・ラジオ日本の放送は英語放送番組の扱い。また、不定期でNHKワールドTV、NHKワールド・プレミアムでもスペシャル版において公開収録の模様が放送されていた。なお、NHKワールドのサイトにて国際放送をストリーミングで聴くことができた。

## 内容
日本から世界の英語圏に発信する国際ラジオ番組として、日本の最新J-POPを一回の放送につき4曲 - 8曲紹介。毎週ゲストが呼ばれ、2009年度は『シーズンコメンテイター』として不定期にJYONGRIが出演した。放送はNHKスタジオパークから公開放送が行われ、時には「みんなの広場ふれあいホール」など別の場所で行われることもあった。

## 放送時間
国際放送の初回放送は生放送（UTC 土曜5時10分 - 5時30分、JST 土曜14時10分 - 14時30分）でそれ以降は撮って出しの録音放送。国内FM放送は日曜日深夜（JST、月曜0時35分 - 1時00分）に放送された。
音声は国際放送がモノラル、FMはステレオで、本編の放送時間は国際放送は19分間、FMは国際放送より6分長い25分間。FM放送では随時、放送設備の点検・整備のための放送休止・減力放送のお知らせの放送がある場合、終了時間を30秒早め、0時59分30秒で終了（飛び降り）する場合があった。